# Serule
Serule is een dorp in het district Central in Botswana. De plaats telt 3241 inwoners (2011).